# Jonathan Ingersoll
Jonathan Ingersoll, född 16 april 1747, död 12 januari 1823, var en amerikansk politiker och viceguvernör i Connecticut.

## Karriär
Ingersoll tog examen från Yale College 1766.
Han valdes till ledamot för att representera sin hemstat i en delstatsvid valkrets till USA:s representanthus, i ett fyllnadsval den 16 september 1793, för att ersätta Benjamin Huntington som hade blivit vald till representanthuset men blivit domare innan han hade tillträtt tjänsten och därför avsagt sig den. Ingersoll tackade dock nej till posten innan kongressen sammanträdde, så han svors aldrig in. En ersättare valdes i ett nytt fyllnadsval den 11 november 1793.
Han tjänstgjorde som domare i överrätt i Connecticut 1798-1801 och 1811-1816.
Ingersoll, som fram till dess hade varit medlem av Demokratisk-republikanska partiet, blev medlem av Toleration-partiet, som grundades 1816. Det var ett parti som enbart verkade i Connecticut.  Han nominerades till posten som viceguvernör i Connecticut till valet 1817 av Toleration-partiet, samtidigt som partiet nominerade Oliver Wolcott, Jr. till guvernör. De båda vann valet och tillträdde sina poster den 8 maj 1817.
Toleration-partiet tog initiativ till en ny grundlag för Connecticut som trädde i kraft 1818. Både enligt den tidigare grundlagen, instiftad under Connecticuts tid som brittisk koloni, och den nya, var mandatperioden för guvernör och viceguvernör ett år. Wolcott och Ingersoll valdes om flera gånger och Ingersoll avgick med döden från sin post som viceguvernör den 12 januari 1823. Han efterträddes som viceguvernör av David Plant. Wolcott och Plant satt kvar som guvernör och viceguvernör till 1827, men Toleration-partiet hade då i stort sett spelat ut sin roll.